# Monte Seguret
Il monte Seguret (2.926 m s.l.m.) è una montagna delle Alpi Cozie.

## Descrizione

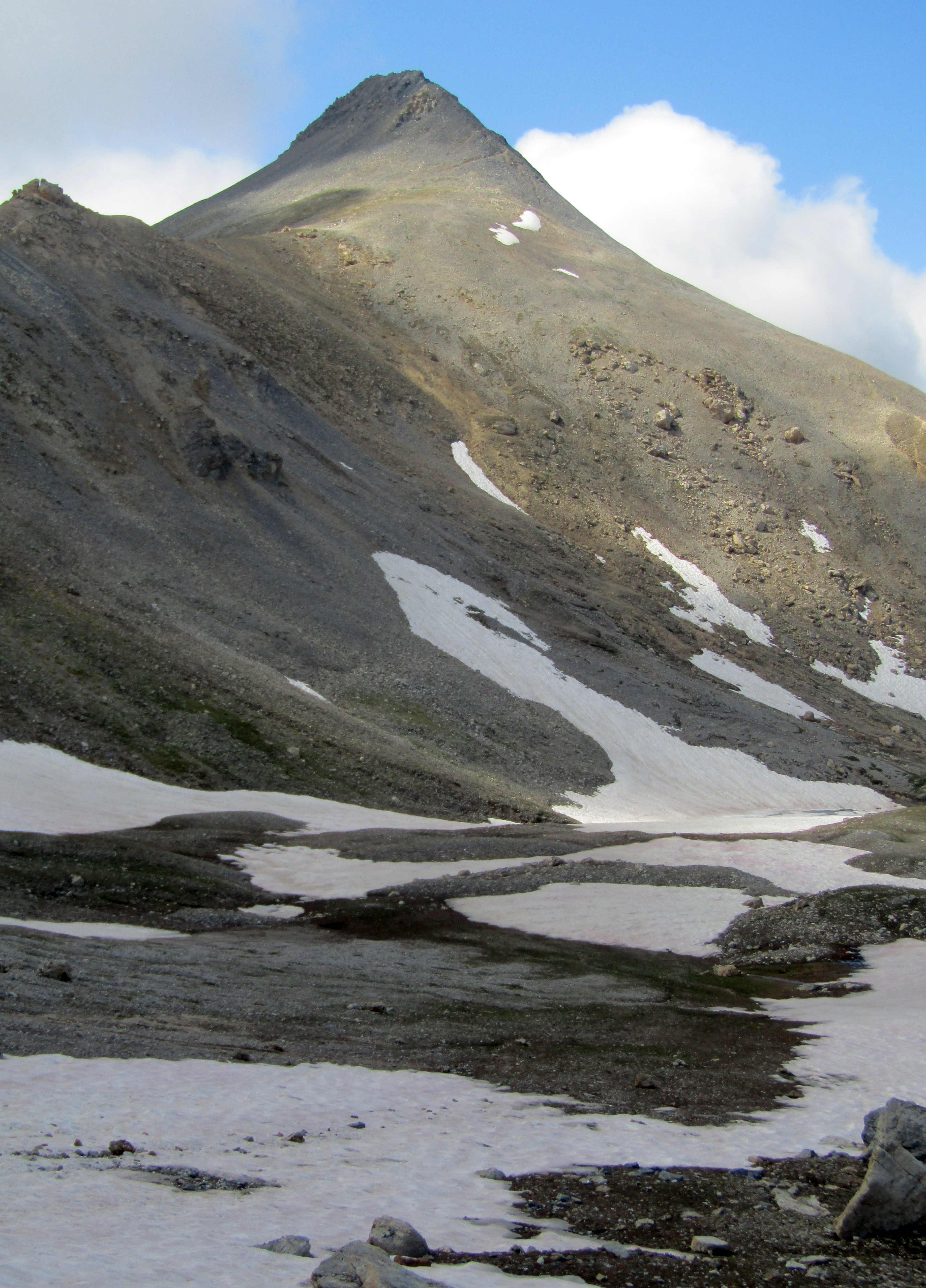
Vista da ovest

Il monte Seguret, dalla caratteristica forma piramidale, domina l'abitato di Oulx.
La montagna è di notevole interesse geologico: il monte rappresenta un raro esempio di roccia dolomitica presente in Val Susa (nella parte francese della vallata sono presenti dolomie anche in Valle Stretta); sulle sue pendici si aprono diverse grotte e caverne. In passato sul Seguret era anche nota una miniera d'oro, e vi furono effettuate prospezioni minerarie e ritrovamenti di altri metalli tra i quali il rame e il ferro.

## Accesso alla vetta
La vetta è raggiungibile da un bivio sulla SS 24 tra Exilles e Salbertrand, risalendo la strada militare fino al Forte Pramand e da qui attraverso la Galleria Seguret (ardita opera del genio militare, lunga oltre 800 metri, realizzata in quattro anni di lavoro e conclusa nel 1929); dal termine della galleria un sentiero porta in vetta, attraversando la zona delle Grotte dei Saraceni.
Dalla vetta, dove è posta una croce, notevole vista sulla piana di Oulx e sulle Alpi Cozie.